# Weststadion (Freiburg im Breisgau)
Das Weststadion ist ein Fußballstadion im Stadtteil Mooswald der baden-württembergischen Stadt Freiburg im Breisgau. Die Anlage bietet Platz für 3.300 Besucher, davon etwa 300 auf überdachten Sitzplätzen. Auf dem Gelände befinden sich darüber hinaus zwei Kunstrasenplätze, die jeweils mit Flutlicht ausgestattet sind. Die Eissporthalle Echte Helden Arena, Heimat des Eishockeyclubs EHC Freiburg aus der DEL2, grenzt direkt nördlich an das Stadionareal an.
Schon in den 30er Jahren befand sich an der Stelle des heutigen Weststadions ein Sportplatz.

## Nutzer
Das Weststadion ist die Heimat des Amateurvereins Sportfreunde Eintracht Freiburg, nach der Vereinigung der beiden Sportvereine SV Eintracht Freiburg und Sportfreunde DJK Freiburg im Jahr 2004.
Von 2006 bis 2008 trug auch die Frauenfußballmannschaft des SC Freiburg ihre Heimspiele im Weststadion aus. Dafür musste das Stadion umgebaut werden. Ab der Saison 2008/09 spielten die Frauen des SC Freiburg im Möslestadion bis zum erneuten Umzug ins Dreisamstadion im November 2021.

## Umbau
Bis Sommer 2008 wurde das Stadion umgebaut. Das Spielfeld wurde vergrößert und ein neuer Rollrasen verlegt. Für die Zuschauer wurden Stehtribünen gebaut, die Sitzplatztribüne und die Umkleide- und Sanitäranlagen erneuert. Der Umbau wurde durch den Verkauf eines Hartplatzes am Stockmattenweg in Betzenhausen finanziert, der daraufhin mit Wohnungen bebaut wurde. Die Bauarbeiten waren durch Einsprüche der Nachbarn stark verzögert worden.
Auch zur Beruhigung dieser Konflikte um den Lärmschutz wurde im September 2017 der Hartplatz im Nordosten in einen zweiten Kunstrasenplatz umgewandelt.
Für den Bau eines Radweges entlang der Berliner Allee wurde das Gelände im März 2023 leicht verkleinert. Zum Ausgleich wurden stabilere Schutzzäune von der Stadt Freiburg errichtet.

## Anbindung
Das Weststadion befindet sich seit dem Bau der Straßenbahnlinie 4 im Jahr 2015 nahe der Straßenbahnhaltestelle Berliner Allee. Hier befindet sich auch eine Station des Fahrradverleihsystems Frelo. Die Bushaltestelle Idingerstraße wird von den Linien 10, 22 und 36 bedient.